# Экхарт, Аарон
Аарон Эдвард Экхарт (англ. Aaron Edward Eckhart, род. 12 марта 1968, Купертино, Калифорния) — американский актёр.
Родился в США и в возрасте 13 лет переехал с семьёй в Англию. Начал свою актёрскую карьеру, участвуя в школьных постановках. В старших классах средней школы он переехал в Сидней, Австралия, но бросил школу до окончания. Впоследствии он получил диплом в рамках курса для взрослых и окончил Университет Бригама Янга в 1994 году со степенью бакалавра искусств в области кино. Большую часть середины 1990-х годов он жил в Нью-Йорке в качестве начинающего, безработного актёра.
Во время учёбы в Университете Бригама Янга познакомился с режиссёром и писателем Нилом Лабутом, который дал ему роли в нескольких своих театральных постановках. Пять лет спустя Экхарт дебютировал в роли неприметного социопата среди женщин в чёрном комедийном фильме Лабута «В компании мужчин». В последующие годы оба будут сотрудничать в других фильмах, включая «Твои друзья и соседи» (1998), «Сестричка Бетти» (2000) и «Одержимость» (2002). Эти фильмы помогли ему начать карьеру и позволили ему выступать в разных жанрах: от научной фантастики в таких фильмах, как «Земное ядро: Бросок в преисподнюю», до романтических комедий, таких как «Порочные связи» и «Вкус жизни».
Популярность Экхарта возросла после участия в знаменитом фильме Стивена Содерберга «Эрин Брокович». В 2006 году он получил номинацию на «Золотой глобус» за лучшую мужскую роль в комедии или мюзикле за роль Ника Нэйлора в фильме «Здесь курят». Кроме того, в 2008 году он сыграл окружного прокурора Харви Дента, который впоследствии стал злодеем Двуликим, в блокбастере «Тёмный рыцарь». В 2013 году вышел боевик «Падение Олимпа» где Экхарт сыграл президента США, а в 2016 году вышел его сиквел «Падение Лондона».

## Биография

### Ранние годы
Экхарт родился в Купертино, штат Калифорния, в семье поэтессы и детской писательницы Мэри Марты Лоуренс и руководителя в компьютерной компании Джеймса Конрада Экхарта и является младшим из троих сыновей. Его отец немецко-русского происхождения, в то время как мать имеет английские, шотландские и ирландские корни. Получил воспитание в Церкви Иисуса Христа святых последних дней и два года был мормонским миссионером во Франции и Швейцарии.
Экхарты переехали в Англию в 1981 году, после того, как отец получил там работу в области компьютерных технологий. Семья первоначально обосновалась в Уолтоне-на-Темзе (графство Суррей), а затем переехала в соседний Кобхэм. Экхарт посещал American Community School, где он впервые познакомился с актёрскими мастерством в школьном спектакле в роли Чарли Брауна.
В 1985 году он переехал в Сидней, Австралия, где учился в старших классах American International School of Sydney. Там он расширил свой актёрский опыт, участвуя в постановках, таких как «В ожидании Годо». Осенью, в выпускном классе, он бросил школу и устроился на работу в кинотеатр. Позже он закончит среднее образование на курсах для взрослых, что позволит ему наслаждаться сёрфингом на гавайском побережье и катанием на лыжах во Франции. В 1988 году он вернулся в Соединённые Штаты и поступил в Университет Бригама Янга на Гавайях для изучения кино, но позже перевёлся в главный кампус университета в штате Юта, который окончил в 1994 году со степенью бакалавра изобразительных искусств.

### Карьера

#### Начало
Ещё студентом Аарон Экхарт снялся в картине на мормонскую тематику «Божья скорбь», что ознаменовало его профессиональный дебют. В то время он познакомился с режиссёром и писателем Нилом Лабутом, который выбрал его, чтобы сыграть в нескольких своих оригинальных театральных постановках. После окончания университета он переехал в Нью-Йорк, где приобрёл агента и имел несколько временных рабочих мест, включая бармена, водителя автобуса и каменщика. Его первые телевизионные роли были в рекламных роликах, хотя в 1994 году он появился в качестве бонуса в сериале «Беверли-Хиллз, 90210». Экхарт последовал за этой небольшой частью, сыграв роли в документальных реконструкциях («Древние тайны Библии: Самсон»), в телевизионных фильмах и недолговечных программах, таких как «Чужие в семье».
В 1997 году Нил Лабут связался с Экхартом, чтобы сняться «В компании мужчин», экранизации одной из его пьес, в которой он сыграл клерка, который планирует соблазнить глухую коллегу, а затем бросить её. «В компании мужчин» был первый фильм Экхарта, который был распространён и положительно воспринят критиками. Дессон Томсон из Washington Post написал, что Экхарт является «самым злым присутствием в фильме» и что «холодно играть сатанинского принца в рубашке без рукавов». Кроме того, фильм был критическим успехом, выиграв Best First Film на 63-й ежегодной премии кинокритиков в Нью-Йорке. Его выступление принесло ему награду «Независимый дух» в категории «Лучший дебют». Фильм был назван журналом Premiere одним из 25 самых опасных фильмов.
В следующем году Экхарт снялся в другом фильме Лабута «Твои друзья и соседи» (1998), в роли Барри, сексуально разочарованного человека в неблагополучном браке. Экхарт должен был набрать значительный вес для этой роли. В 1999 году он снялся вместе с Элизабет Шу в «Молли», романтической комедии-драме, в которой он сыграл погруженного в себя брата аутичной женщины, которая была вылечена хирургическим путём. Экхарт также сыграл главную роль в этом году в качестве футбольного тренера, координатора наступления в «Каждом воскресенье» Оливера Стоуна.

### Успехи с критикой
Его популярность возросла в 2000 году после того, как он сыграл байкера Джорджа в драме Стивена Содерберга «Эрин Брокович». Фильм получил хорошие отзывы и имел успех, собрав 256 миллионов долларов США по всему миру. Его выступление было высоко оценено критиками. Оуэн Гляйберман из Entertainment Weekly писал, что, хотя Экхарт «играл в идеал … он смог сделать доброту столь же ощутимой, как и зло его персонажа „В компании мужчин“». В интервью в августе 2004 года Экхарт сказал, что до «Эрин Брокович» был безработным почти год: «Мне казалось, что то, что я хотел сделать, как актёр, выходило из-под контроля. […] Я был без работы в течение девяти месяцев, но они не были в отпуске. Конечно, у меня не было доходов в течение девяти месяцев, но я каждый день читал сценарии, производил оригинальные материалы, посещал собрания, работал над своим искусством».
После релиза «Эрин Брокович», он действовал вместе с Рене Зеллвегер в «Сестричке Бетти», режиссёр Нил Лабут. В 2001 году он участвовал в фильме Шона Пенна «Обещание», в котором он сыграл молодого детектива, который должен работать с ветераном, которого играет Джек Николсон. Несмотря на получение хороших отзывов, фильм оказался не очень успешным. На следующий год он снова работал с Лабутом над адаптацией Антонии Байетт, лауреата Букеровской премии, «Одержимость» и в 2003 году снялся вместе с Хилари Суонк, играя геофизика, который пытается взорвать ядерную бомбу в центре Земли, чтобы предотвратить её разрушение. Однако фильм оказался и публичным, и критическим провалом. Также появился в 2003 году в «Последнем рейде» как любовник персонажа Кейт Бланшетт, и в триллере «Час расплаты» вместе с Беном Аффлеком. Картина была основана на рассказе Филиппа К. Дика и получила в целом отрицательные отзывы. Критик Роджер Эберт дал фильму две из четырёх звёзд.
В 2004 году он участвовал в качестве приглашённого актёра в двух эпизодах ситкома «Фрейзер», играя парня Шарлотты, платонической любви доктора Фрейзера Крейна. Его следующая роль была в триллере Эдмунда Элиаса Мериджа «Охотник на убийц» о агенте ФБР, который должен захватить психопата, который убивает серийных убийц. Несмотря на то, что после выпуска фильм получил отрицательную критику и собрал всего 11 миллионов долларов США по всему миру, выступление Экхарта было хорошо воспринято. Newsday опубликовал, что актёр «является главным героем с классической привлекательностью… но Меридж требует от него сложности и страданий». В 2004 году, также участвовал вместе с Джулией Стайлз в лондонской постановке пьесы Oleanna из Дэвида Мэмета в театре Гаррика. Спектакль находился в прокате до середины 2004 года, и Экхарт получил благоприятные отзывы за свое выступление. В 2005 году он вернулся в фильмах, в главной роли в «Неудачнике» как психиатр, который получает работу в санатории, где его отец был заключён в тюрьму.

### Прыжок к славе
Следующим проектом Экхарта было «Здесь курят», где он сыграл Ника Нэйлора, лоббиста табачной промышленности. Актёр заявил, что роль была большой проблемой: «Вы должны произносить слова, которые являются сумасшедшими, и вы должны делать это с улыбкой на лице, и в то же время зрители сочувствуют персонажу. В определённой сцене я на ток-шоу с ребёнком, который умирает от рака и подвергается воздействию химиотерапии, и мой персонаж переворачивает все с ног на голову, чтобы люди, не курящие, выглядели плохо и получали пользу от фильма.» Премьера фильма состоялась в 2005 году в Торонто, и он был выпущен ограниченным образом в марте 2006 года и во всем мире в апреле того же года. Экхарт получил номинацию на «Золотой глобус» за лучшую мужскую роль в комедии или мюзикле. Клаудия Пуиг из USA Today написала, что актёр дал «очень умное и необычное представление» и что, как Нэйлор смог сохранить характер «приятным, несмотря на его цинизм», а издание Seattle Post-Intelligencer опубликовало, что «под его дружеской улыбкой, но без сострадания» Экхарт излучает очарование.
Также в 2006 году он снялся в «Порочных связях» вместе с Хеленой Бонем Картер. Продвигая фильм, Экхарт заявил, что он не хочет, чтобы его ассоциировали с каким-либо персонажем, и что он постарается не играть больше злодеев. В том же году он снялся в нуаре «Чёрная орхидея», снятом по мотивам убийства Элизабет Шорт. Премьера фильма состоялась на Венецианском кинофестивале 2006 и получил смешанные отзывы после выпуска, хотя несколько критиков высказались положительно о производительности Экхарта. Например, журнал Time Out высоко оценил его интерпретацию и интерпретацию его коллеги по фильму Хилари Суонк, сказав, что «оба великолепны в своих вспомогательных ролях».
Рассматриваемый на международном уровне как секс-символ, Экхарт был назван одним из 100 самых красивых людей 2006 года по версии журнала People. В следующем году актёр был приглашён в Академию кинематографических искусств и наук и снялся во «Вкусе жизни», ремейке немецкого фильма 2001 года «Неотразимая Марта». Фильм, в котором Экхарт играет восходящего шеф-повара, был принят со смешанными отзывами и считался более низкого качества, чем оригинальная версия. В 2008 году он снялся в комедии «Привет, Билл!» в роли депрессивного исполнительного директора, работающего в банке своего тестя. Для этой роли, он должен был набрать 14 килограммов и использовать протез, чтобы выглядеть толще.
Также в 2008 году он сыграл Харви Дента / Двуликого в фильме Кристофера Нолана «Тёмный рыцарь», продолжении фильма «Бэтмен: Начало» (2005). Режиссёр выбрал его за интерпретации коррумпированных персонажей «В компании мужчин», «Чёрная орхидея» и «Здесь курят». Актёр отметил, что Дент персонаж, который «честен со своим образом жизни. Он агент правосудия и не убивает невинных. Строго говоря, он неплохой парень», и признал, что ему «интересно играть хороших людей, превращающих в злых». «Тёмный рыцарь» имел большой успех, установив Рекорд прибыли в премьерные выходные в Соединённых Штатах. С общим доходом в 1 миллиард долларов во всём мире стал седьмым по популярности фильмом всех времён и самым кассовым фильмом в карьере Экхарта. Роджер Эберт заявил, что его выступление было «исключительно хорошей работой», в то время как журнал Эрик Кон из журнала Premiere наслаждался выступлением, отметив, что Экхарт «заставляет вас верить в его роковые амбиции … превратиться в ловкого Двуликого».
После успеха «Тёмного рыцаря», он появился в «Как на ладони» Алана Болла, экранизации одноимённого романа Алисии Эриан, в котором сыграл офицера запаса в войне в Персидском заливе, который сексуально надругался над соседним арабо-американским тринадцатилетним ребёнком. Фильм был выпущен под названием Ничто не скрыто на Кинофестивале в Торонто 2007 года и стал полным провалом. Первоначально он не хотел играть «педофила» и прокомментировал, что сексуальные сцены были «трудными… Я действительно доверял Алану. Всё было в словах. Я действительно доверял Саммер [Бишил], и я пытался заставить её доверять мне, чтобы построить отношения, пока мы делали физические сцены. Мы механически репетировали их, и я сказал: „Хорошо, я положу руку туда, я сделаю это.“ Это было довольно трудно.»
Впоследствии он снялся вместе с Дженнифер Энистон в «Любовь случается» (2009) в роли автора книги самопомощи, который пытается справиться со смертью своей жены. Фильм получил смешанные отзывы, с критиком Orlando Sentinel, комментирующим, что Экхарт заставляет своего персонажа выглядеть «разбитым» на протяжении всего фильма. В следующем году он снялся вместе с Николь Кидман в «Кроличьей норе», адаптации одноимённой пьесы Линдси-Эбера. Картина была впервые показана на Кинофестивале в Торонто 2010 года и принесла ему номинацию на премию «Независимый дух» за лучшую мужскую роль. Он также снялся вместе с Джонни Деппом, Ричардом Дженкинсом и Эмбер Херд в фильме Брюса Робинсона «Ромовый дневник», премьера которого состоялась в 2011 году, где он играет Сандерсона, землевладельца, который считает, что все имеет цену, вводит Пола Кемпа (Деппа) в новый стиль жизни. Также Экхарт снялся в научно-фантастическом фильме Джонатана Либесмана «Инопланетное вторжение: Битва за Лос-Анджелес» (2011) в роли сержанта взвода морской пехоты, который должен бороться с инопланетными захватчиками в Лос-Анджелесе .
В 2013 году в боевике «Падение Олимпа» Экхарт сыграл президента США, а по миру фильм собрал 170 миллионов кассовых сборов.
В 2016 году вышел сиквел.

### Личная жизнь
Был помолвлен с актрисой Эмили Клайн, партнёршей по фильму «В компании мужчин», но пара разошлась в 1998 году. Аарон неохотно говорит о личной жизни в интервью. Несмотря на это, актёр рассказал о своих убеждениях, образе жизни и амбициях. В интервью Entertainment Weekly он сказал: «Я уверен, что люди думают, что я мормон, но я сам в этом не уверен. Честно говоря, я был бы лицемером, если бы сказал, что да, потому что я не жил таким образом много лет». В других интервью он утверждал, что с помощью гипноза ему удалось бросить пить, курить и чрезмерно кутить и что в свободное время он увлекается фотографией. Экхарт признался журналу Parade, что хотел быть автором песен.

## Фильмография

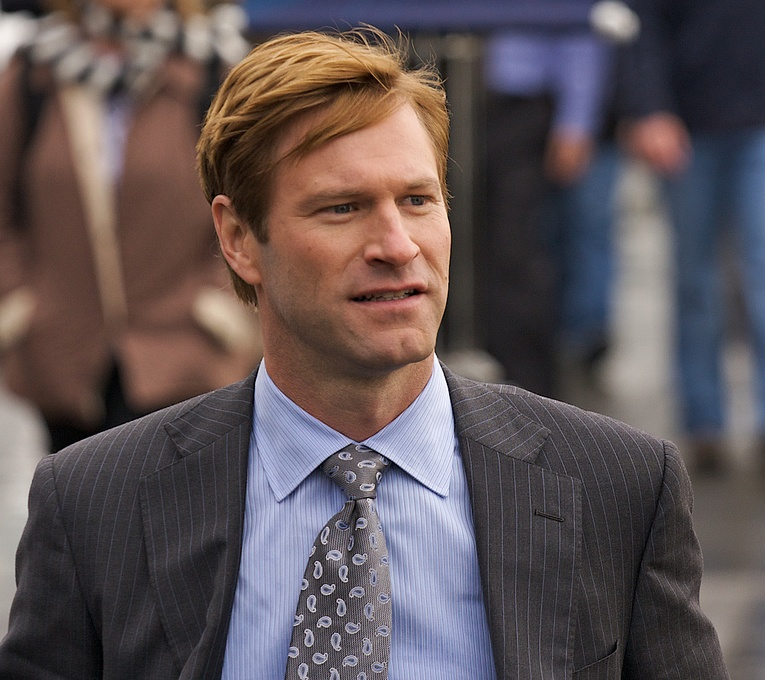
Фото 2008 года

| Год  |   | Русское название                              | Оригинальное название          | Роль                         |
| ---- | - | --------------------------------------------- | ------------------------------ | ---------------------------- |
| 1992 | ф | Повторно не судят                             | Double Jeopardy                | Дуэйн                        |
| 1993 | ф | Избиение младенцев                            | Slaughter of the Innocents     | Кен Рейнольдс                |
| 1996 | ф | Чужие в семье                                 | Aliens in the Family           |                              |
| 1997 | ф | В компании мужчин                             | In the Company of Men          | Чед                          |
| 1998 | ф | Твои друзья и соседи                          | Your Friends & Neighbors       | Барри                        |
| 1998 | ф | Кровавый четверг                              | Thursday                       | Ник                          |
| 1999 | ф | Молли                                         | Molly                          | Бак Маккей                   |
| 1999 | ф | Каждое воскресенье                            | Any Given Sunday               | Ник Крозье                   |
| 2000 | ф | Эрин Брокович                                 | Erin Brockovich                | Джордж                       |
| 2000 | ф | Сестричка Бетти                               | Nurse Betty                    | Дэл Сайзмур                  |
| 2000 | ф | Падение                                       | Tumble                         | "Мужчина"                    |
| 2001 | ф | Обещание                                      | The Pledge                     | Стэн Кролак                  |
| 2002 | ф | Одержимость                                   | Possession                     | Роланд Мичелл                |
| 2003 | ф | Земное ядро                                   | The Core                       | Джошуа Кийз                  |
| 2003 | ф | Последний рейд                                | The Missing                    | Брейк Болдуин                |
| 2003 | ф | Час расплаты                                  | Paycheck                       | Джеймс Ретрик                |
| 2004 | ф | Охотник на убийц                              | Suspect Zero                   | Томас Макелвей               |
| 2005 | ф | Неудачник                                     | Neverwas                       | Зак Райли                    |
| 2005 | ф | Порочные связи                                | Conversations With Other Women | Мужчина                      |
| 2006 | ф | Здесь курят                                   | Thank You for Smoking          | Ник Нейлор                   |
| 2006 | ф | Плетёный человек                              | The Wicker Man                 | Truck Stop Patron            |
| 2006 | ф | Чёрная орхидея                                | The Black Dahlia               | Лиланд «Ли» Бланчард         |
| 2007 | ф | Ничего личного                                | Towelhead (Nothing is Private) | Travis Vuoso                 |
| 2007 | ф | Привет, Билл!                                 | Meet Bill                      | Билл Андерсон                |
| 2007 | ф | Вкус жизни                                    | No Reservations                | Ник Палмер                   |
| 2007 | ф | Как на ладони                                 | Towelhead                      | Мистер Вуозо                 |
| 2008 | ф | Тёмный рыцарь                                 | The Dark Knight                | Харви Дент / Двуликий        |
| 2009 | ф | Любовь случается                              | Love Happens                   | Бёрк                         |
| 2010 | ф | Кроличья нора                                 | Rabbit Hole                    | Хауи Корбетт                 |
| 2011 | ф | Инопланетное вторжение: Битва за Лос-Анджелес | Battle: Los Angeles            | Сержант Нантс                |
| 2011 | ф | Ромовый дневник                               | The Rum Diary                  | Сандерсон                    |
| 2012 | ф | Экспат                                        | The Expatriate                 | Бен Логан                    |
| 2013 | ф | Падение Олимпа                                | Olympus Has Fallen             | Президент США Бенджамин Эшер |
| 2014 | ф | Я, Франкенштейн                               | I, Frankenstein                | Адам Франкенштейн            |
| 2015 | ф | Все мои американцы                            | My All American                | Даррелл Роял                 |
| 2016 | ф | Пазманский дьявол                             | Bleed for This                 | Кевин Руни                   |
| 2016 | ф | Падение Лондона                               | London Has Fallen              | Президент США Бенджамин Эшер |
| 2016 | ф | Инкарнация                                    | Incarnate                      | Сет Эмбер                    |
| 2016 | ф | Чудо на Гудзоне                               | Sully                          | Джефф Скайлз                 |
| 2018 | с | Романовы                                      | The Romanoffs                  | Грег                         |
| 2019 | ф | Мидуэй                                        | Midway                         | Джеймс Дулиттл               |
| 2019 | ф | По долгу службы                               | Line of Duty                   | Фрэнк Пенни                  |
| 2020 | ф | Уондер                                        | Wander                         | Артур Бретник                |
| 2022 | с | Первая леди                                   | First Lady                     | Джеральд Форд                |
| 2023 | ф | Засада                                        | Ambush                         | капитан Драммонд             |
| 2023 | ф | Клык                                          | Muzzle                         | Джейк Россер                 |
| 2023 | ф | Грохот сквозь тьму                            | Rumble Through the Dark        | Джек Бучер                   |
| 2024 | ф | Каменщик                                      | The Bricklayer                 | Стив Вейл                    |
| 2024 | ф | Резидент                                      | Chief of Station               | Бен Мэллой                   |
| 2024 | ф | Совершенно секретно                           | Classified                     | Эван Шоу                     |
|      | ф | Глубокие воды                                 | Deep Water                     |                              |

## Награды и номинации

### Награды
- 1997 — Премия «Независимый дух» за лучший актёрский дебют за фильм «В компании мужчин».
- 1997 — Премия «Спутник» в номинации «Лучший дебют» («В компании мужчин»).
- 2009 — Премия «Выбор народа» в номинации «Лучший актёрский состав» за фильм «Темный рыцарь».

### Номинации
- 2006 — Премия «Золотой Глобус» за главную мужскую роль в комедии или мюзикле за фильм «Здесь курят».
- 2006 — Премия «Спутник» в номинации "Лучшая мужская роль — комедия или мюзикл. («Здесь курят»).
- 2009 — Премия «Сатурн» за мужскую роль второго плана за фильм «Темный рыцарь».
- 1997 — Премия «Независимый дух» за лучшую мужскую роль («В компании мужчин»).
- 2010 — Премия «Независимый дух» за лучшую мужскую роль («Кроличья нора»).